# Matthias Basedau
Matthias Basedau (* 8. Februar 1968 in Heilbronn) ist ein deutscher Politikwissenschaftler und Direktor des GIGA Instituts für Afrika-Studien in Hamburg.

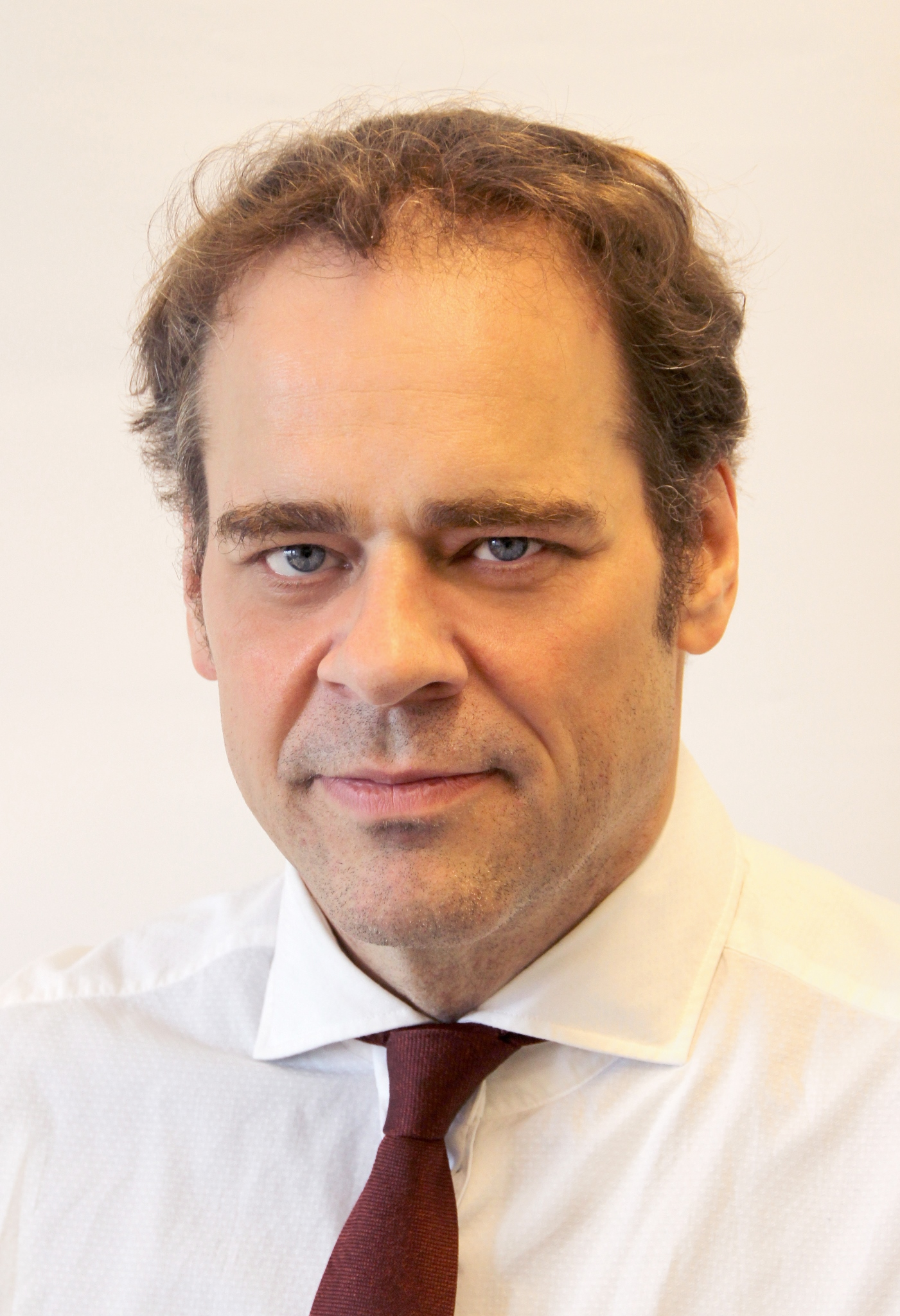
Matthias Basedau (2015)

## Beruflicher Werdegang
Basedau studierte politische Wissenschaft, Soziologie und Psychologie an der Universität Heidelberg. Nach der Promotion in Heidelberg 2001 zum Dr. phil. war er seit 2002 wissenschaftlicher Mitarbeiter am German Institute of Global and Area Studies für Afrika-Studien. Dort war er zuständig für das südliche Afrika (v. a. Botswana), Westafrika und die Sahelzone (v. a. Mali, Niger, Tschad). Seit 2013 lehrt er als Professor an der Universität Hamburg (§ 17 Professur). 2014 war er als Visiting Professor am Peace Research Institute Oslo. Seit 2018 ist er Direktor des GIGA Instituts für Afrika-Studien in Hamburg.

## Forschungsschwerpunkte
Hauptforschungsinteressen von Matthias Basedau liegen auf dem Gebiet der Friedens- und Konfliktforschung (Sicherheit). Dazu zählen innerstaatliche Gewaltkonflikte und Konfliktlösung, insbesondere Determinanten wie Ethnizität, strategische natürliche Ressourcen, politische Institutionen und Religion sowie Naturkatastrophen und Bevölkerungswachstum. Dabei orientiert er sich an vergleichender Politikwissenschaft, zum Beispiel, Forschung über Politische Parteien, Parteiensysteme und Demokratisierung; institutionelles Engineering, Regimewechsel in Afrika südlich der Sahara. Methodisch verwendet er eine Kombination qualitativer und quantitativer Forschungsmethoden, qualitative Small-N-Vergleiche, Comparative Area Studies. Seine regionale Expertise ist fokussiert auf das Subsahara-Afrika und den globalen Süden, insbesondere Westafrika, Sahelzone und Botswana.

## Wissenschaftliche Ämter (Auswahl)
- Mitglied des externen Beratungsausschusses des Centro de Estudios Internacionales (CEI-ISCTE), Lissabon (seit September 2022)
- Mitglied des Wissenschaftlichen Beirats der Leibniz-Institut Hessische Stiftung Friedens- und Konfliktforschung (seit November 2021).[2]
- Mitglied der Nationalen Arbeitsgruppe „Religion und Entwicklung“ im BMZ (Nationales Thementeam Religion und Entwicklung) (seit Mai 2015)
- Mitglied des Beirats des Konfliktbarometers der Universität Heidelberg (2016–2019)
- Externer Mitarbeiter des Peace Research Institute Oslo (PRIO) (seit Mai 2014).

## Forschungsprojekte (Auswahl)
- „Freiheit und Entwicklung? Religiöse Akteure, Religions- und Weltanschauungsfreiheit und nachhaltige Entwicklung“, Bundesministerium für wirtschaftliche Zusammenarbeit und Entwicklung (BMZ), Bonn (2020–2023).[3]
- „Religion, Konflikt und nachhaltiger Frieden“, (BMZ), Bonn (Februar–Dezember, 2019)
- Arbeitsgruppenmitglied im Projekt „Resolving Jihadist Conflicts? Religion, Bürgerkrieg und Aussichten auf Frieden“ an der Universität Uppsala unter der Leitung von Isak Svensson und finanziert vom Riksbankens Jubileumsfond (seit 2016)
- Ko-Direktor: „Religious Minorities: Discrimination, Grievances and Conflict“, German Israeli Foundation (GIF) (2016–2019)
- „Eine gefährliche Liaison. Ethnicity, Natural Resources and Civil Conflict Onset“, Deutsche Forschungsgemeinschaft (DFG) (2012–2017)
- Ko-Direktor: „Institutionen für nachhaltigen Frieden – Vergleich institutioneller Konfigurationen in gespaltenen Gesellschaften“, Wissenschaftsgemeinschaft Leibniz (WGL), Pakt für Forschung und Innovation (2012–2017)

## Publikationen (Auswahl)
- mit Jan Lay:”Resource Curse or Rentier Peace? The Ambiguous Effects of Oil Wealth and Oil Dependence on Violent Conflict”. Journal of Peace Research, vol. 46(6), 757–776 (2009)
- mit B. Pfeiffer & J. Vüllers: “Bad Religion? Religion, Collective Action, and the Onset of Armed Conflict in Developing Countries”. Journal of Conflict Resolution, vol. 60(2), 226–255 (2016).
- mit M. Köllner: “Area studies, comparative area studies, and the study of politics: Context, substance, and methodological challenges”. Z Vgl Polit Wiss, vol. 1, 105–124 (2007).
- mit Havard Hegre et al.: “ViEWS: A political violence early-warning system”. Journal of Peace Research, vol. 56(2) 155–174 (2019)
- mit Mora Deitch & Ariel Zellman: “Rebels with a Cause: Does Ideology Make Armed Conflicts Longer and Bloodier?”, Journal of Conflict Resolution, vol. 66 (10) 1826–1853 (2022)
- Erfolgsbedingungen von Demokratie im subsaharischen Afrika. Ein systematischer Vergleich ausgewählter Länder. Opladen 2003, ISBN 3-8100-3820-2.
- als Herausgeber mit Andreas Mehler: Resource politics in sub-Saharan Africa. Hamburg 2005, ISBN 3-928049-91-7.
- als Herausgeber mit Hanspeter Mattes und Anika Oettler: Multiple Unsicherheit. Befunde aus Asien, Nahost, Afrika und Lateinamerika. Hamburg 2005, ISBN 3-926953-66-7. (Schriften des Deutschen Übersee-Instituts Hamburg; Nr. 66)
- als Herausgeber mit Robert Kappel: Machtquelle Erdöl. Die Außen-, Innen- und Wirtschaftspolitik von Erdölstaaten. Nomos, Baden-Baden 2011, ISBN 3-8329-6892-X.